# Sant'Alessandro (Monza)
Sant'Alessandro è un quartiere di Monza posto a sud del centro abitato, ai confini con Sesto San Giovanni, di cui faceva parte fino agli anni '20. Per diverso tempo è stato anche comune autonomo.
Consiste nella parte di territorio monzese compreso tra l'autostrada Milano-Venezia e la Tangenziale Nord.

## Storia
Antico villaggio milanese compreso nella Corte di Monza, alla proclamazione del Regno d'Italia nel 1805 Sant'Alessandro risultava avere 260 residenti. In età napoleonica il comune venne soppresso e aggregato dapprima al limitrofo comune di Sesto San Giovanni nel 1809 e quindi a quello di Monza nel 1811, ma recuperò poi l'autonomia con l'istituzione del Regno Lombardo-Veneto. Tuttavia lo stesso governo di Vienna si rese conto col tempo della razionalità dell'operato francese, anche tenendo conto dello sviluppo edilizio che stava portando alla fusione coi due abitati vicini, di cui Sant'Alessandro diveniva l'anello di congiunzione: per questo col dispaccio governativo del 17 gennaio 1841 gli Asburgo tornarono sui loro passi e deliberarono l'annessione di Sant'Alessandro a Sesto San Giovanni.
Il destino amministrativo di Sant'Alessandro fu in seguito determinato dalla costruzione dell'autostrada Milano-Bergamo a fine anni 1920, che separò fisicamente l'abitato di Sant'Alessandro e Sesto: il governo fascista rettificò i confini comunali, usando proprio l'autostrada come nuova linea di confine e assegnando così gran parte dell'antica Sant'Alessandro a Monza.
Anche a fine XX secolo Sant'Alessandro fu coinvolta da un nuovo grande sviluppo viabilistico, dato che sotto di essa fu creato il passaggio della tangenziale Nord di Milano.

## Sport
Nel quartiere sono presenti i campi da gioco delle società sportive A.S.D. San Rocco (Calcio, colori sociali arancio e verde) e Aso San Rocco (Volley e Basket, colori sociali blu e bianco). Entrambe le compagini rappresentano i rioni di San Rocco, Sant'Alessandro e Casignolo.

## Istruzione
Qui hanno sede la scuola materna ed elementare "Sant'Alessandro", la scuola elementare "Omero" e la scuola media inferiore "Sandro Pertini".
Dal 2000 i tre plessi scolastici fanno parte dell'Istituto Comprensivo Koinè unitamente alla scuola elementare "Zara" situata a San Rocco. 

## Infrastrutture e trasporti
Il quartiere è servito dalla linea di autobus z201 della società NET (NordEst Trasporti), che qui vi fa anche capolinea, e collega la periferia sud della città con il centro (stazione FS) per terminare il suo tragitto nel quartiere Sant'Albino (periferia sud-est).
È inoltre prevista l'inaugurazione della fermata Monza Bettola, futuro capolinea della Linea 1 della Metropolitana di Milano, situata a poche centinaia di metri dal cuore del rione, precisamente nel suo lembo più occidentale.